# Hettstadt
Hettstadt – miejscowość i gmina w Niemczech, w kraju związkowym Bawaria, w rejencji Dolna Frankonia, w regionie Würzburg, w powiecie Würzburg, siedziba wspólnoty administracyjnej Hettstadt. Leży około 7 km na zachód od Würzburga, przy drodze B8.

## Demografia
| Rok  | Liczba mieszk. |
| ---- | -------------- |
| 1970 | 1804           |
| 1987 | 2235           |
| 2000 | 3604           |

## Współpraca
Miejscowość partnerska:
- Argences, Francja

## Oświata
(na 1999)

W gminie znajduje się 200 miejsc przedszkolnych (181 dzieci) oraz szkoła podstawowa (klasy 1-4).